# كأس العالم الشاطئية 2021
كأس العالم لكرة القدم الشاطئية 2021 هي النسخة الحادية عشرة من كأس العالم لكرة القدم الشاطئية، يتنافس فيها أعضاء الاتحاد الدولي لكرة القدم فيفا، وهي البطولة السادسة التي تقام كل عامين، بعد أن كانت سنوية حتى عام 2009. من المقرر أن تقام البطولة في موسكو من 19 أغسطس إلى 29 أغسطس 2021.
حامل اللقب هو منتخب البرتغال لكرة القدم الشاطئية.

## روابط خارجية
- على موقع FIFA.com
- Beach Soccer Worldwide ، الموقع الرسمي